# Leonid Vukolov
Leonid Vukolov (né le 29 mai 1938 à Moscou) est un coureur cycliste soviétique. Il a notamment été champion du monde de poursuite par équipes amateurs en 1965.

## Palmarès
- 1965
  -  Champion du monde de poursuite par équipes amateurs (avec Stanislav Moskvine, Sergeï Teretschenkov, Mikhaïl Kolyuschev)
- 1966
  -  3e du championnat du monde de poursuite par équipes amateurs (avec Viktor Bykov, Mikhaïl Kolyuschev et Stanislav Moskvine)